# ابیگل ثورن
ابیگل ثورن (به انگلیسی: Abigail Thorn) با نام مستعار فیلسفی تیوب(زاده ۲۴ آوریل ۱۹۹۳)بازیگر و یوتیوبر اهل نیوکاسل انگلستان میباشد.
او یک زن ترنس است.